# Chiesa di San Basilio Magno (Sennori)
La chiesa di San Basilio Magno è un luogo di culto situato a Sennori, nell'omonima piazza. Consacrata al culto cattolico è sede dell'omonima parrocchia e fa parte dell'arcidiocesi di Sassari.
Edificata nel secolo XIV, aveva sino al 1553 un'unica navata e cinque altari. Restaurato ed ampliato infine tra il 1945 ed il 1958 su progetto dell'architetto Vico Mossa, l'edificio consta ora di una "singola navata formata da quattro campate rettangolari a crociera goticheggianti" mentre "le volte poggiano sui muri d'ambito e su costoloni semicircolari". L'intervento di restauro ne modificò lo stile architettonico portandolo da romanico a gotico aragonese. 
Alla sinistra dell'edificio è presente un piccolo campanile.

La chiesa conserva al proprio interno un retablo del Cinquecento di scuola cagliaritana rappresentante L'incoronazione della Vergine.
Nelle immediate vicinanze dalla chiesa, in un terreno di sua pertinenza, è presente una piccola necropoli prenuragica nota come "domus de janas dell'Orto del beneficio parrocchiale".

## Altri progetti

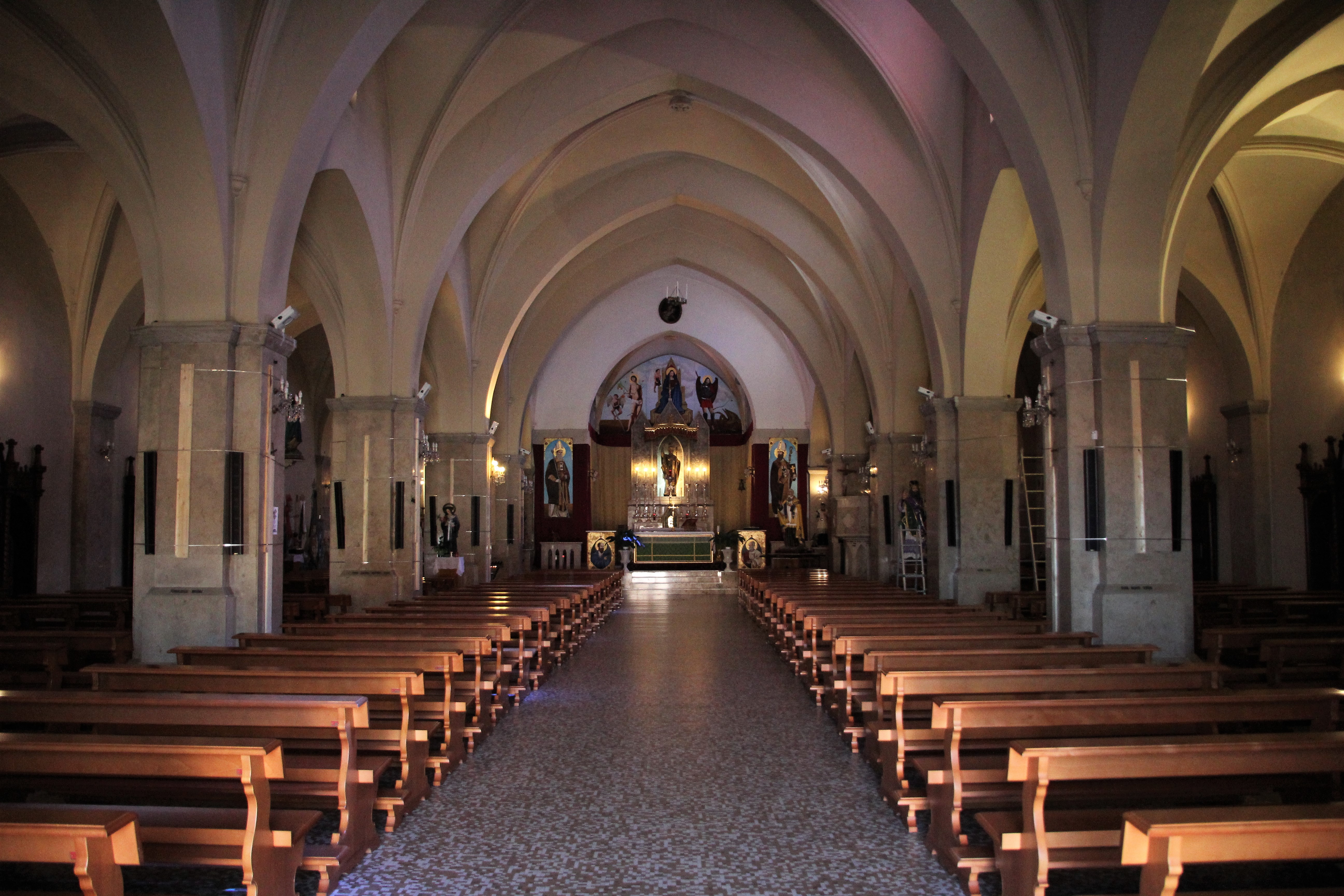
interno